# ادوارد منی دو مارانگ
 ادوارد منی دو مارانگ (فرانسوی: Édouard Mény de Marangue‎؛ ۳۰ نوامبر ۱۸۸۲ – ۲۳ ژانویهٔ ۱۹۶۰) یک تنیس‌باز اهل فرانسه بود. 